# Gueznaia
Gueznaia (en àrab كزناية, Gaznāya; en amazic ⴳⵣⵏⴰⵢⴰ) és un municipi de la prefectura de Tanger-Assilah, a la regió de Tànger-Tetuan-Al Hoceima, al Marroc. Segons el cens de 2014 tenia una població total de 23.601 persones. El nom procedeix de la confederació de rifenys Izenayane.